# Szkarłatna litera (film 1926)
Szkarłatna litera (ang. The Scarlet Letter) – amerykański niemy film dramatyczny z 1926 roku w reżyserii Victora Sjöströma. Louis B. Mayer był przeciwny udziałowi aktorki Lillian Gish w produkcji, obawiając się sprzeciwu grup religijnych. Film był reklamowany hasłem "To jest prawdziwy obraz 'A'" (ang. It's a real 'A' picture), gdzie A oznaczało niewierność od ang. adultery. Film okazał się finansową porażką. Kopie filmu znajdują się w archiwach filmowych Metro-Goldwyn-Mayer oraz United Artists, a także w UCLA Film and Television Archive.

## Obsada
- Lillian Gish – Hester Prynne
- Lars Hanson – Wielebny Arthur Dimmesdale
- Henry B. Walthall – Roger Prynne
- Karl Dane – Pan Giles
- William H. Tooker – Gubernator Bellingham
- Marcelle Corday – Pani Hibbins
- Fred Herzog – Dozorca
- Jules Cowles – Kościelny
- Mary Hawes – Patience
- Joyce Coad – Pearl
- James A. Marcus – Kapitan statku
- Nora Cecil – Kobieta w mieście (niewymieniona w czołówce)
- Iron Eyes Cody – Młody Indianin (niewymieniony w czołówce)
- Dorothy Gray – Dziecko (niewymieniona w czołówce)
- Margaret Mann – Kobieta w mieście (niewymieniona w czołówce)
- Polly Moran – Kobieta w mieście (niewymieniona w czołówce)
- Chief Yowlachie – Indianin (niewymieniony w czołówce)